# ブラックホール

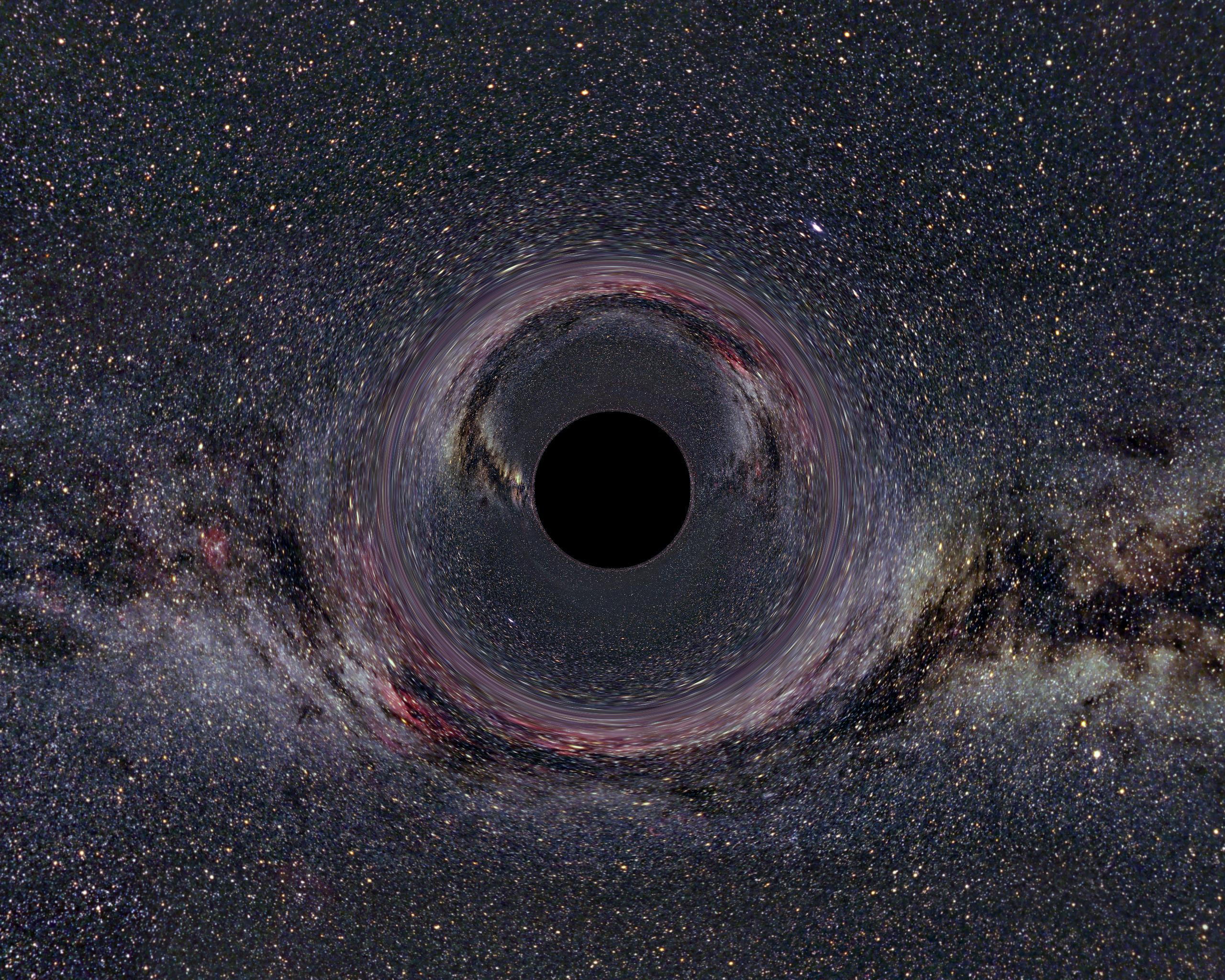
ブラックホールの想像図
天の川を背景として太陽質量の10倍となるブラックホールから600km離れた視点を想定し、理論的な計算を基に作成したシミュレーション画像。光はブラックホールより出られないため真っ暗で、周囲の光が重力でねじ曲げられる様子が描かれている。（Ute Kraus、2004年）

ブラックホールの重力レンズ効果によって、背景の銀河の像が歪められている状態を想像したアニメーション動画。

ブラックホール（英語: black hole）は、宇宙空間に存在する天体の1つ。極めて高密度で、極端に高い重力を持ち、近傍の物質や光が脱出不可能である天体。

## 名称
「black hole」という呼び名が定着する以前までは、崩壊した星を意味する「コラプサー」（collapsar）などと呼ばれていた。光すら抜け出せない縮退星に対して「black hole」という語が用いられた最も古い印刷物は、ジャーナリストのアン・ユーイング（Ann Ewing）が1964年1月18日の『サイエンス・ニュースレター』で記した「'Black holes' in space」と題するアメリカ科学振興協会の会合を紹介する記事である。一般には、アメリカの物理学者であったジョン・ホイーラーが1967年に初めて用いたとされるが、実際には当時ニューヨークで行われた会議中で聴衆の一人が洩らした言葉をホイーラーが採用して広めたものであり、またホイーラー自身はブラックホールという言葉の考案者であると主張したことはない。

## 特徴
巨大な天体を観測すると、その向こう側から来る光が曲げられて見えることから、光も重力の影響を受けることは知られていた。つまり、重力が強大になるにつれて、ある点では「光すら脱出できない」ほどの状態となる。光より速い物質は存在しない前提であるため、いかなる物質や電波なども発出されないという特性から、その近傍にある他の天体や、その背後に見えるはずの天体との相互作用を介して間接的な観測が行われていた。
しかし2019年4月10日に初めて直接観測に成功し、メディアに公開された。
X線源の精密な観測と質量推定によって、現在観測されているいくつかの天体はブラックホールであると考えられている。
ブラック「ホール」という名称であるが、あたかも水面の渦巻きに吸い込まれるかの様に落下していく「穴」ではない。また光さえも脱出できない＝何も見えないことから、多くの想像図では黒い球体で描かれる。ただし正確には、通常の観測によっても「何も見えない」ため「黒い球体」も誤った表現となる。SF等では「時空に穴が開いていて、どこか別の場所に出口となる穴に繋がっている」とされる描写があるが、現実ではそのようなものの存在は確認されていない。
この天体をイメージするには強力な磁石が四方八方どの方向からも鉄を引き付けるような感覚で考えると理解しやすい。太陽系がある天の川銀河系も含め、現在観測されている他の銀河系や連星系のほとんどについて物理的構造を検討すると、その中心天体はブラックホール化していないと説明がつかないことが多い。地球から最も近いところでは、約1000光年先にある連星系HR6819がブラックホールの候補とされ、その研究と観測が進められている。また2019年に撮影に成功したブラックホール(おとめ座銀河団の楕円銀河M87の中心に位置する巨大ブラックホール)は約5500万光年先である。

### 事象の地平面
周囲は非常に強い重力によって時空が著しく歪められ、ある半径より内側ではどのような向きに向かう光や推進力を得続ける物体でもブラックホールの内側に向きが変わって出られなくなる。この半径をシュヴァルツシルト半径、この半径を持つ球面を事象の地平面（シュヴァルツシルト面）と呼ぶ。この中からは光であっても外に出てくることはできないため、現在天体観測に用いられているほぼ全ての光線、電波が出てこなくなる。ブラックホールは単に元の天体の構成物質がシュヴァルツシルト半径よりも小さく圧縮されてしまった状態であり、事象の地平面の位置に何かが存在する訳ではなく、ブラックホールに向かって落下する物体は事象の地平面を超えてさらに中心へ引き込まれる。
光さえも脱出できないということは、ブラックホールの引力は光速を超えていると説明できる。ブラックホールに向かって落下する物体を離れた位置の観測者から見ると、物体が事象の地平面に近づくにつれて光速に近づくために、相対論的効果によって物体の時間の進み方が遅れるように見える。最終的に観測者からはブラックホールに落ちていく物体は事象の地平面の位置で永久に停止するように見える。同時に、物体から出た光は重力による赤方偏移を受けるため、物体は落ちていくにつれて次第に赤くなり、やがて可視光領域を外れ見えなくなる。逆に落ちていく物体から見れば、事象の地平面を通過する頃には事象の地平面の外側の時間の進み方が大幅に高速化するように見えると想定されている。

### 特異点
ブラックホールには密度、重力が無限大である重力の特異点があるとされる。角運動量を持たないシュヴァルツシルト・ブラックホールでは中心にあり、回転するカー・ブラックホールではリング状に存在する。

### 降着円盤
連星系を形成するブラックホールは降着円盤を形成する場合がある。円盤は膨大な熱とX線を放射する。多くのものは宇宙ジェットを伴う。

## 理論史
| なぜブラックホールの中では物理的情報が喪失してしまうのか？ |

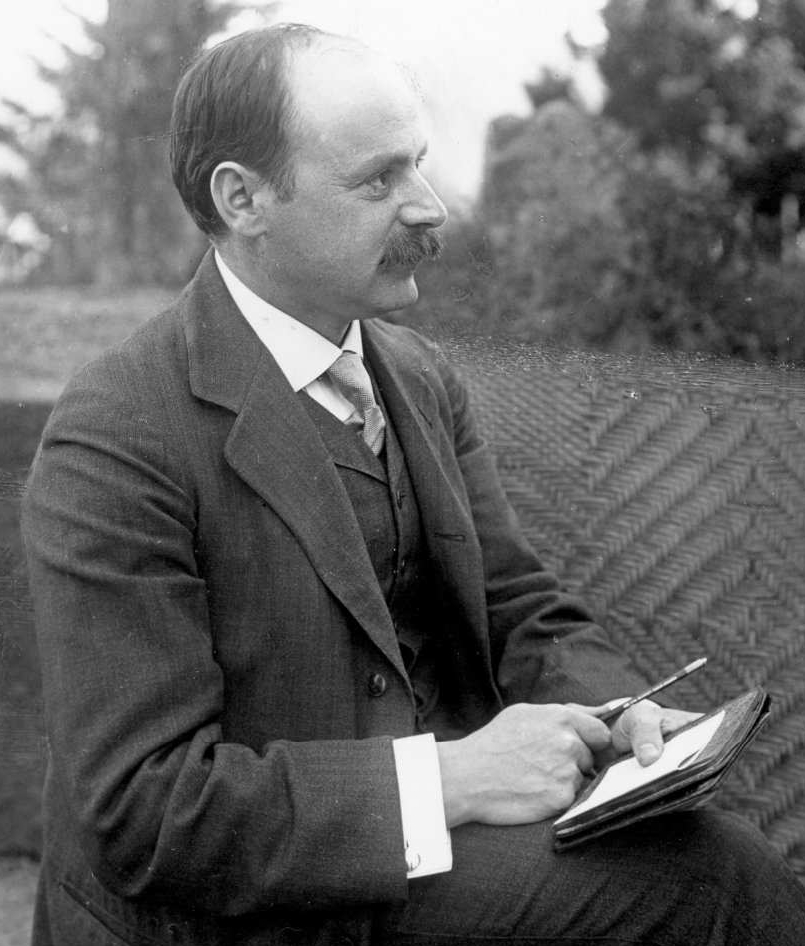
カール・シュヴァルツシルト

ブラックホールの理論的可能性については、18世紀後半に先駆的な着想があった。ピエール＝シモン・ラプラスは、アイザック・ニュートンの提唱した光の粒子説とニュートン力学から、光も万有引力の影響を受けると考え、理論を極限まで推し進めて「十分に質量と密度の大きな天体があれば、その重力は光の速度でも抜け出せないほどになるに違いない」と推測した。また、イギリスのジョン・ミッチェルも同様の論文を発表した。しかしその後、光の波動説が優勢になり、この着想は忘れられた。
現代的なブラックホール理論は、アルベルト・アインシュタインの一般相対性理論が発表された直後の1915年に、カール・シュヴァルツシルトがアインシュタイン方程式に対する特殊解を導いたことから始まった。シュヴァルツシルト解は、時空が球対称で自転せず、さらに真空であるという最も単純な仮定の上での一般相対性理論の厳密解として得られる。アインシュタイン自身は一般相対論で特異点が有り得ることを渋々認めていたものの、それはあくまで数学的な話であって現実には有り得ないと考えていた。

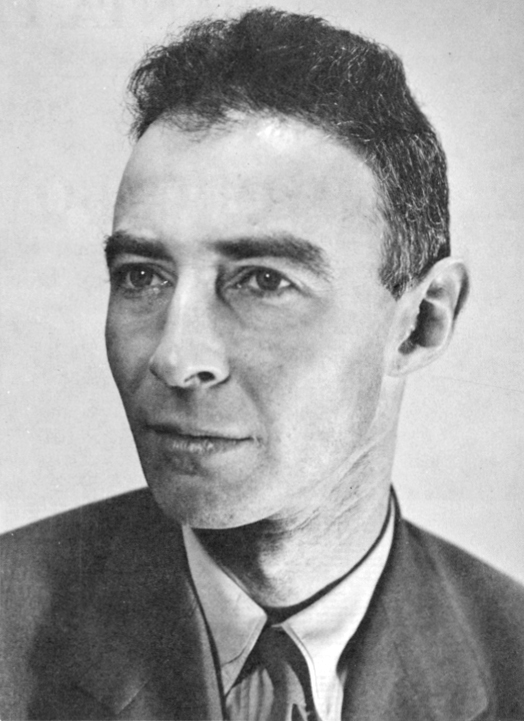
ロバート・オッペンハイマー

1930年に、インド出身でイギリス本国に留学に来ていた当時19歳のスブラマニアン・チャンドラセカールが、白色矮星の質量には上限があることを理論的に導き出し、質量の大きな恒星は押し潰されてブラックホールになると、ブラックホールの存在を初めて理論的に指摘したが、当時の科学界の重鎮であったアーサー・エディントンがまともに検討することもなく頭ごなしに否定した。
1939年、ロバート・オッペンハイマーとその指導大学院生であったハートランド・スナイダーが、アインシュタインが成功を収めることになった流儀を真似て一つの思考実験を行った。二人は、大質量の星が燃え尽き、突然自重で潰れる時に何が起きるのか自らに問いかけてみたのである。当時、太陽のような軽い星の場合は地球サイズで鉄の密度にまで収縮することが分かっており、より重い星はさらに収縮が進み直径10マイル（16km）程度のボールに収縮すると、フリッツ・ツビッキーとウォルター・バーデが仮説を立てていた。オッペンハイマーらは、当時の物理学界を賑わせていた中性子星存在の議論の中で、恒星の崩壊後にできる中性子星の質量には上限があり、超新星爆発の後に生成される中性子の核の質量がその上限よりも重い場合、中性子星の段階に留まることなくさらに崩壊する重力崩壊現象を予言した。しかしオッペンハイマーは、ここまで研究を進めたところで原子爆弾開発を目的とするマンハッタン計画の責任者としてロスアラモス研究所の所長に任命され、ブラックホール研究からは遠のくことになった。

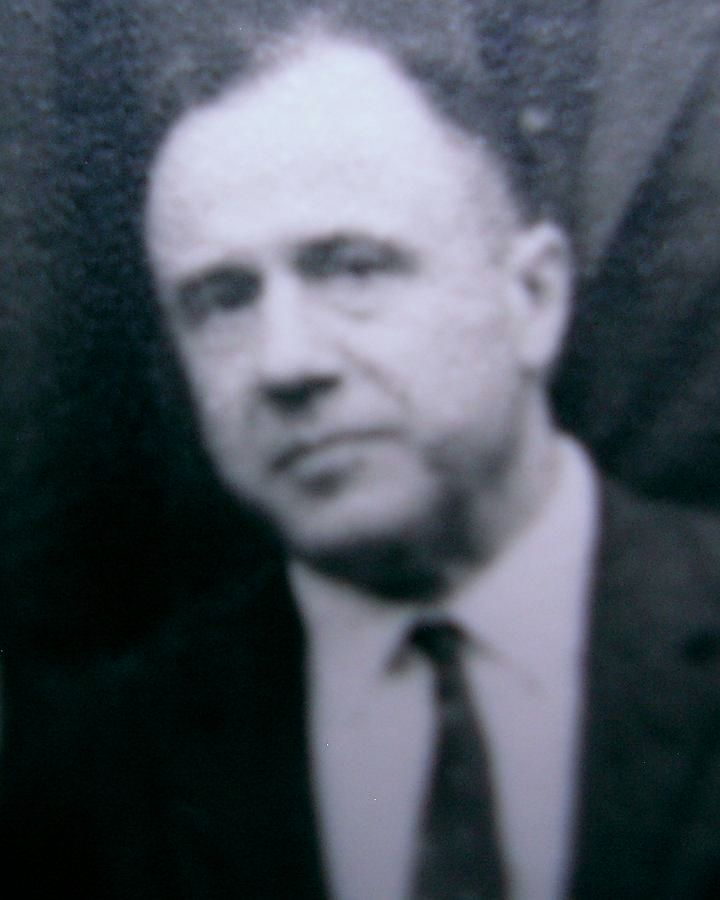
ジョン・ホイーラー

ほとんどの物理学者はこうした説明を何一つとして真剣に受け止めていなかったが、フレッド・ホイルは別だった。突飛な説明をすることにかけては一流であったホイルは、太陽の何百万倍もの超星（スーパースター）は熱核反応ではなく重力によって電波銀河にパワーを供給していると提唱した。そして、超星ほどの巨大な物質の集まりを自重で崩壊させてみれば、その質量の90%までがエネルギーに変換され、クエーサーの燃料となり得ると指摘した。
ジョン・ホイーラーは特異点と重力崩壊の問題を考え続けていた。計算の結果、ホイーラーは物質とその本質をなす様々な属性は、特異点で単純に消えてしまうと確信した。1963年、ロイ・カーが軸の周りに一定の角速度で回転するブラックホールについての厳密解（カー解）を導いた。

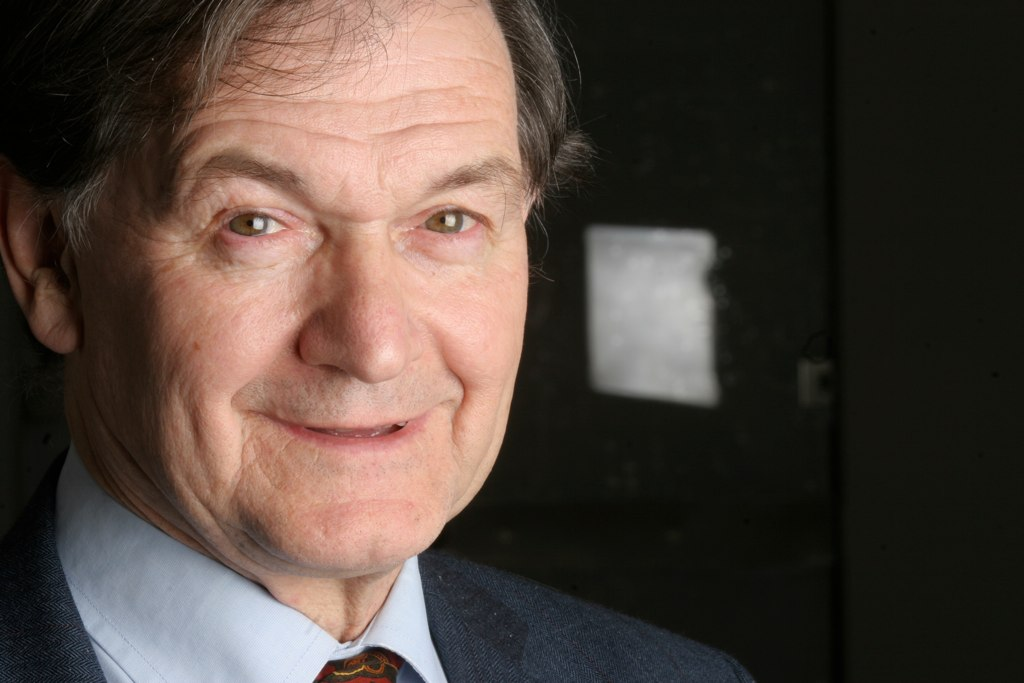
ロジャー・ペンローズ

ホイーラーが「最終状態の問題」とデリケートな言い回しで表現した問題を、ロジャー・ペンローズは強力な定理やエレガントな証明を用いて、まるで四次元における幾何学問題であるかのようにアプローチした。一般相対性理論に対しては多くの科学者が、特異点というのは架空のものであり数学的な理想化の産物と考えており「星は回転で物質は跳ね飛ばされ、中心の周りで渦を巻き、一体になって特異点を形成するようなことはない」信じられていたのである。ところが1965年に、ペンローズが星の崩壊は特異点に収束することを証明した。物質とエネルギーが充分に集まっている所ならどこでも時空に終わりが来ることがあると証明したのである。デニス・シアマはこれを「一般相対論にとって最も重要な貢献」と呼んだ。

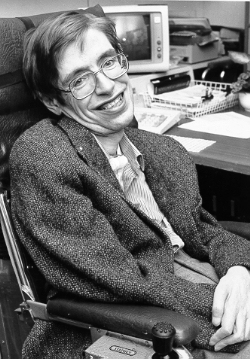
スティーブン・ホーキング

ホイーラーは数年の間「物理と宇宙の窮地」「重力の黙示録」とも言える天体を研究していたが、より劇的に表現する方法を探し続けており、1967年にニューヨークで開かれた会議において「ブラックホール」（black hole）という語を採用し、研究のPR面に役立てた。後にホイーラーは「時に患者は、いくら医者が病気だと言っても病気に名前をつけてくれないうちは信じないことがあるんだ」と説明したといわれる。
1960年代の終盤からイギリスの理論物理学者らは活発に刺激を与え合い理論を生み出すようになり、ペンローズとシアマ・グループは、特異点、時空の構造、物質の末路に関する定理を数多く生み出していった。例えば当時生み出された有名な定理を一つ挙げると、崩壊する物質もしくはブラックホールに落ち込むものは何であれ、特異点にぶつかって存在が潰滅してしまうか、ブラックホールが回転しているとすれば、中心のワームホールに命中して別の時空や宇宙にホワイトホールとして噴出すると結論を下している。
ホイーラーは、ブラックホールは飲み込む対象が何（青色巨星・星間塵・ニュートリノ・放射・反物質）であれ、それに関する情報を破壊して経過を隠してしまい、そこから出てくるものは同じものになるという撹乱能力を備えていることを示し、「ブラックホールには毛がない（ノーヘア）」と表現し（ブラックホール脱毛定理）、カーターも別な定理としてノーヘアを提唱した。この定理はブラックホール物理学に革命を起こした。ホーキングはこの定理のことを気にしており、こうした研究の多くをジョージ・エリスと共同で執筆し、1971年に出版された『時空の大規模構造』（Large Scale Structure of space time）にまとめている。これは後に古典の一つに数えられるようになった。
1974年にホーキングがホーキング輻射の公式を考案すると、シアマはそれを高く評価し「自分の優秀な教え子の業績」として自らの講義で紹介したが、後にこの公式から導かれるブラックホールの蒸発に伴う情報喪失のパラドックスは物理学界に激しい論争を呼んだ。

## 観測

観測された諸事象を織り込み、ブラックホールとその伴星を描いた想像図
伴星GRO J1655-40は我々の銀河に存在するマイクロクエーサーで、ブラックホールがガスを吸いとっており周囲には降着円盤が形成されている。青色のトーチのように描かれているのはブラックホールから光の90%のスピードで噴出するとされるジェットである。

ブラックホールの存在はあくまで理論的な存在に過ぎなかったが、1970年代に入りX線天文学が発展したことで転機を迎える。宇宙の激しい現象からはX線が放出されるが、X線は地球の大気に吸収されてしまうことから人工衛星で観測する必要があった。アメリカのマサチューセッツ工科大学を中心とするグループがケニアから打ち上げたX線観測衛星“ウフル”は4年間、数々の天体を継続的に観測し、X線の発生源が中性子星や超新星の残骸、パルサーであることを突き止めるが、数々の天体の中でもはくちょう座X-1のX線データは不規則で激しく変化し、どのデータにも当てはまらず科学者の注目を集める。
精密な観測と分析の結果、太陽の30倍の質量を持つX-1が自己重力によって潰れた星を周っている事が判明した。X線が極めて早く変化している事象により、見えない天体の大きさは大変小さいと推測されるが質量は太陽より遥かに大きいという事実を知り、“ウフル”打ち上げ担当者のリカルド・ジャコーニは一般相対性理論に基づき、その天体は“ブラックホールである”と述べている。このX線は晩年を迎えたX-1の膨張により星の表面が引力圏に達して吸い込まれ、ガスの温度が1000万℃以上にもなる降着円盤が発するX線波形だと結論づけられた。
その後の観測で四つの天体がブラックホール候補に挙げられたが、中でも地球から最も近い銀河で16万光年の距離にある大マゼラン雲内の二つの天体は、いずれも太陽の10倍程の質量に対し直径は50kmと極端に小さく、先のX-1と同様のX線を放出している事が確認された。他の銀河系にも同様の天体が複数発見されている。
1990年代、銀河中心部から放出される電波の観測や銀河系中心付近の恒星運動の長期に渡る追跡観測が行われた。カール・ジャンスキー超大型干渉電波望遠鏡群（VLA）の観測では、銀河中心を取り囲む直径1200光年の暗黒星雲の内側に円筒状の激しい物質の流れがあり、その中には球状のガスの塊、さらに内部にはもう一つの暗黒星雲から中心に向けて3本のガスが流れ込んでいると確認された。
カイパー空中天文台が実施した銀河中心核の観測では、太陽質量の300万倍にもなるガスが中心部分に向けて3方向から秒速200kmの速さで流れ込み、膨大なガスの一部は溢れ出て宇宙に放出されていると判明した。観測の中心人物であるチャールズ・タウンズは銀河系中心がブラックホールである可能性は極めて高いと語っている。また、数多くの銀河の中心部に太陽質量の数百万倍から数十億倍という大質量のブラックホールが存在すると確認されている。
2011年9月5日、国立天文台とJAXAは「世界で初めてブラックホールの位置を特定した」と発表。これは地球から約5440万光年彼方にあるおとめ座A（M87）銀河に潜む超巨大ブラックホールの位置を、電波観測により特定したもの。
2011年8月25日にはJAXAが国際宇宙ステーションの全天X線監視装置「MAXI」を使い、地球から39億光年離れた銀河の中心にある巨大ブラックホールに星が吸い込まれる瞬間を世界で初めて観測したと発表した。
2019年4月10日、世界中の望遠鏡を用いてブラックホールの事象の地平面の輪郭「ブラックホールシャドウ」を撮影することを目指した国際研究チーム・イベントホライズンテレスコープ（EHT）が、人類初となるブラックホールの直接撮影に成功したと発表した。撮影に成功したのは楕円銀河M87の中心部にある巨大ブラックホールであった。2019年の発表後、EHTチームの公開したデータを世界各国の研究チームが再解析し、EHTチームと同様にリング状の画像を得ている。2022年6月には、EHTチームに参加していない三好真助教（国立天文台）らの研究グループによる「リング構造であるとする解析結果は誤りである」とする研究結果がアストロフィジカルジャーナル誌に掲載されたが、EHTチームは誤った理解に基づくものとして否定している。
2022年5月12日には同チームが天の川銀河の中心にあるブラックホール「いて座A*」の撮影に成功したと発表した。

### ブラックホールシャドウ
事象の地平面ではない。事象の地平面の外側に、光子が比較的安定して周回できる「光子球 (photon sphere) 」と呼ばれる領域があり、この内側に入射した光子は必ず事象の地平面と交差する。光子球の背後に光源があれば光子球の形をした影が作られる。この影を「ブラックホールシャドウ」と呼ぶ。シュヴァルツシルト・ブラックホールではシュヴァルツシルト半径の～5.2倍、カー・ブラックホールではシュバルツシルト半径の～4.84倍に見える。

## 想定される誕生

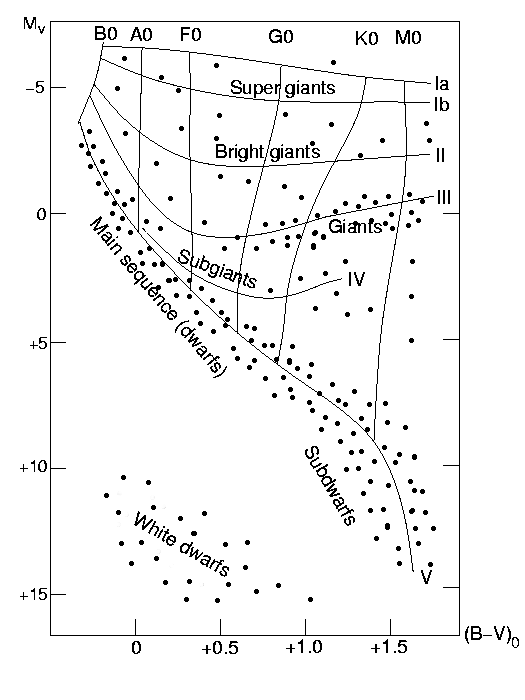
ヘルツシュプルング・ラッセル図
縦軸に絶対等級、横軸に表面温度を表すスペクトル型をおいた恒星の分布図である。ブラックホールを形成できるほど重い恒星は進化に伴って図の右下から左上に移動し、その後右に向かって折れ曲がり、巨星に進化する

質量が太陽程度から太陽の数倍までの星の場合には、主系列星の後に赤色巨星の段階を経て、白色矮星となり次第に冷却して一生を終える。星が若い間は、水素の原子核が互いに結合してヘリウムが生まれる。この時のエネルギーによって星は自らの大きさを支えている。
質量が太陽の約8倍よりも重い星の場合は、巨星に進化した後も中心部で核融合によって次々に重い元素ができ、最終的に鉄からなる中心核が作られる。鉄の原子核は結合エネルギーが最も大きいため、これ以上の核融合反応は起こらず、星の中心部は熱源を失って重力収縮する。収縮が進むと鉄の原子核同士が重なり始め、陽子と電子が結合して中性子へ変化し、やがて星の中心部がほとんど中性子だけからなる核となる。この段階では核全体が中性子の縮退圧によって支えられるようになるため、重力収縮によって核に降り積もる物質は激しく跳ね返されて衝撃波が発生し一気に吹き飛ばされる。これが超新星爆発で、爆発の後には中性子からなる核が中性子星として残されるが、中性子星が光やX線を激しく放出するパルサーとなることもある。
質量が太陽の約30倍以上ある星の場合には、自己重力が中性子の核の縮退圧を凌駕（重力の強さで中性子が潰れ始める）するため、超新星爆発の後も核が収縮（重力崩壊）を続ける。この段階になると星の収縮を押し留めるものは何も無いため永久に縮み続ける。こうしてシュバルツシルト面より小さく収縮した天体がブラックホールである。

## 大質量ブラックホール
銀河系（天の川銀河）の中心部にある電波源複合体いて座A*には太陽の370万倍の質量を持った巨大なブラックホールが存在すると多くの天文学者によって考えられている。1995年にはNGC4258（M106）銀河の中心に太陽質量の3,600万倍のブラックホールがあると推定された。
しかし、このような大質量ブラックホールの起源についてはあまり良く分かっていない。1970年代後半に考えられていたシナリオは、巨大なガス雲が一気に収縮してブラックホールを作るという説、高密度の星団の中心部分が重力熱力学的に進化してブラックホールとなるなどといった説であったが、いずれも理論的・観測的に困難があった。しかも、通常の恒星進化の果てに生み出される恒星質量クラスのブラックホールと銀河中心に見られる大質量ブラックホールの中間的な質量を持つブラックホールが20世紀末まで全く発見されず、両者の間に関係があるかどうかも不明であった。
しかし1999年から2000年にかけて、日本の研究者グループによる電波やX線での観測から、M82銀河の内部に太陽質量の1,000倍程度のブラックホールがあるらしいことが初めて明らかになった。これを受けて牧野淳一郎は、以下のような大質量ブラックホールの形成シナリオを考えた。
1. 銀河同士の近接遭遇や衝突などによって銀河内部で爆発的な星形成（スターバースト）が起こり、若くて密度の高い星団が大量にできる。
2. 星団中の重い星同士が合体してさらに大きな星となり、ますます合体しやすくなるという「合体不安定」という過程が進行する。
3. これらの重い星が超新星爆発を起こし、太陽の数十倍から100倍程度の質量を持つブラックホールが生まれる。
4. このブラックホールが合体することで103太陽質量程度の中間質量ブラックホールが生成される。
5. このような星団が銀河の中心に向かって沈む過程で星団自体が潮汐破壊され、残された中間質量ブラックホール同士が合体することで大質量ブラックホールが生成される。

超大質量ブラックホールは、銀河同士の衝突により核である大質量ブラックホール同士が合体して生じるのではないかと考えられている。2008年にはOJ 287というクエーサーが太陽質量の180億倍と1億倍という、極めて質量の大きなブラックホール同士の連星系であることが判明した。
2005年にはチャンドラX線観測衛星によってM74銀河にも約10,000太陽質量という中間質量ブラックホールが発見されており、今後観測データが蓄積され仮説の妥当性が検証されていくと考えられている。

## 蒸発
古典物理学においては、ブラックホールはひたすら周囲の物体を呑み込み質量が大きくなるだけ。しかし、一般相対性理論に量子論を加えた理論を開拓したことで知られるスティーヴン・ホーキングは1974年、ブラックホールから物質が逃げ出して最終的にブラックホールが蒸発する可能性を指摘した。
ホーキング放射でエネルギーを失うとブラックホールの質量は減少する。ホーキング輻射の温度はブラックホールの質量に反比例し、以下の公式で表すことが出来る。
{\displaystyle T={\frac {\ hc^{3}}{16\pi ^{2}GMk}}}
通常の恒星質量程度のブラックホールではこの効果は無視できるほど小さく（M=5太陽質量の時、T=10-8K）、仮に地球質量程度のブラックホールがあってもTは1Kに満たない。しかし、陽子質量程度の微小なブラックホールではこの量子効果は無視出来ない。ホーキング輻射で質量が減るとさらにこの効果が強く働いて輻射の強度が増え、加速度的に質量とエネルギーを失い、最後には爆発的にエネルギーを放出して消滅する。消滅直前のブラックホールでは、T＝1032Kにも達する。
これがブラックホールの蒸発である。「この蒸発の最後のプロセスがガンマ線バーストとして観測される」とする説もある。通常の赤色巨星からできたブラックホールが完全に蒸発するまでには1068年ほどかかると考えられている。
1976年に、ホーキングはブラックホールに吸い込まれた情報はホーキング放射に反映されず、ブラックホールの蒸発によって完全に失われてしまうという説を発表した。質量Mのブラックホールに質量mの物体が吸い込まれた後、ホーキング放射によってブラックホールが質量を失って再び質量Mに戻るという過程を考える。完全な熱放射であるため、各時点でのブラックホールの質量から決まる温度以外に全く特徴がない。よって、最初に吸い込まれた質量mの物体がトマトでもオレンジでも、最後には「質量Mのブラックホール+質量m分の光子」という全く同じ状態になる。
量子力学の時間発展のユニタリ性と矛盾する。このパラドックスは「ブラックホールの情報喪失問題」または「ブラックホール情報パラドックス」と呼ばれて長年議論されてきたが、1998年までにはひも理論やホログラフィック原理などの新たな理論を使いブラックホールに吸い込まれた情報は失われないと説明できるようになった。2004年7月21日にはホーキングも「情報はブラックホールの蒸発に伴って何らかの形でホーキング放射に反映され、外部に出てくる」と従来の自説を修正したと発表した。

## 地球上での極小型ブラックホール生成
以下のように地球上で極小型ブラックホールが生成された、あるいは生成される可能性があるとする論があるが、客観的かつ広く合意を得た報告はない。
- 2008年運転開始の大型ハドロン衝突型加速器（LHC）で、極小のビッグバン再現実験が予定されていたが、その過程で極小型ブラックホールが生成される可能性を懸念する声もあった[61]。余剰次元理論に基づく計算によれば、LHCの衝突エネルギー（7TeV）で極小ブラックホールの生成が不可能ではないとされ、余剰次元理論の検証ができる可能性があると期待された。但し、これは理論中のパラメータが観測から許される限界ぎりぎりの値である場合の結果であり、より穏当なパラメータの場合は（たとえ理論が正しかったとしても）この程度のエネルギーではブラックホールの生成は起こらない。余剰次元モデルが正しくなければブラックホールは生成しないが、仮に生成した場合、ホーキング輻射によってブラックホールは直ちに蒸発すると考えられた。CERNは「宇宙線の中にはLHCよりもエネルギーが格段に高い陽子が存在し、大気の分子と衝突して様々な粒子を生み出している。もし本当にLHCでブラックホールが生成できるなら宇宙線によってもミニブラックホールが大気圏内で生成されているはずだ。にもかかわらず、地球はブラックホールに呑み込まれていない」とコメントした[62]。

- 1999年にマリオ・ラビノウィッツ（英語版）は『天体物理学と宇宙科学（英語版）』誌において、球電現象を原始ブラックホールを用いて説明する説を提示した[63]。
- 2009年10月、大阪大学・中国・韓国で構成する国際共同研究チームが高出力レーザーを用いて、ブラックホールとされる天体の周辺で実際に観測されているデータとほぼ同じ光電離プラズマを実験室で発生させることに成功した。研究チームは「将来的にブラックホールそのものを生成できる可能性が高まった」としている[64]。

## フィクションに登場するブラックホールの一覧
- さよならジュピター - SF映画。地球に接近するブラックホールが登場。
- 2001夜物語 - 星野之宣による漫画。「第14夜：最終進化」にマイクロブラックホールを内蔵した生物が登場。「第18夜：愛に時間を」に移動ブラックホールが登場。
- インターステラー - SF映画。人類の移住先候補がブラックホールの周囲を公転する惑星だったが、ブラックホールの影響で、主人公たちの時間が地球での時間の進み方と比べて遅くなる。
- ドラえもん - 原作の短編にはブラックホールペンやのび太が人工のブラックホールを飲み込んで大変なことになる話がある。映画でも複数作品で取り上げられている。
- Outer Wilds - SFアクションアドベンチャーゲーム。主人公が探索する惑星の中にブラックホールが隠されていたり、また対となるホワイトホールへと繋がっているなどの設定がある。
- ロックマンワールド5 - ボスの武器として。